# مزققة إكليلية
مزققة إكليلية (الاسم العلمي:Ascobolus coronatus) هي نوع من الفطريات تتبع جنس المزققة من الفصيلة المزققية.